# 呂墩建
呂墩建（1954年—）曾為臺灣漫畫出版社大然文化創辦人，目前為中國廈門我樣動漫有限公司負責人、《花樣》漫畫雜誌總編輯（筆名為「紅山人」）。雖然呂墩建曾創辦《小咪漫畫周刊》、設立「小咪漫畫新人獎」，培植出游素蘭、高永、林政德、阿推、張靜美、周顯宗等臺灣本土漫畫家，但也因詐財、盜印未經授權之日本漫畫等事件，招致漫畫業界對其評價毀譽參半。他現職為《花樣》漫畫雜誌總編輯，卻傳出拖延稿費之情事。

## 生平簡歷
呂墩建乃呂進發與林秀卿之長子，1954年出生於臺北市。身為台灣區印刷暨機器材料工業同業公會理事長的呂進發所創辦的大然伊士曼彩色印刷公司，為臺灣北部知名印刷廠。呂墩建從小就是一個漫畫迷，1974年就讀東吳大學日間部。呂進發在1974年1月9日成立大然伊士曼彩色印刷公司漫畫事業部「伊士曼小咪出版社」（大然文化之前身），接著1979年7月10日創辦《小咪漫畫周刊》，並邀請1960年代的武俠漫畫巨匠許松山擔任《小咪漫畫周刊》總編輯。不過該本漫畫雜誌的日文漫畫部分並未經原作者或出版社合法授權，屬於盜版行為。漫畫家張靜美、任正華、高永等人未正式出道前都曾投稿該雜誌的單元〈漫畫研究生〉，而以《YOUNG GUNS》走紅的林政德亦曾使用妹妹的名字「林麗君」參加並獲得刊登。
為了挖掘新人、栽培本土漫畫家，1980年9月2日呂墩建籌辦「小咪漫畫新人獎」，每隔約半年舉辦一次，總共舉辦了五屆。張靜美、任正華、高永、周顯宗、陳弘耀、甘麗瑛、柯翠芬（筆名納蘭真）等人，便是藉此嶄露頭角站上漫畫舞台。1988年，呂墩建建立大然文化；翌年，呂墩建在天母國際大樓開設首家「漫畫便利屋」，專門銷售沾水筆、稿紙、網點等漫畫工具，以及日本原版動漫雜誌、漫畫與教學書籍。漫畫便利屋不僅販售漫畫週邊商品，也為漫畫迷聚會提供一個管道，全盛時期共開設了22家店鋪，後分裂為「阿克」與「捷比」兩個系統。
1980年代末葉至1990年代初期乃是臺灣盜版漫畫最猖獗的年代，東立出版社發行的盜版漫畫雜誌《少年快報》創下23萬本的發行量，令各家業者眼紅。呂墩建領軍的大然文化於是在1992年初推出《特快少年》打對台，但是發行12期後宣告失敗；後來專心經營少女漫畫為主的《公主》半月刊、《焦點漫畫》半月刊、《菈菈》月刊等盜版漫畫雜誌。1992年6月，立法院修正《著作權法》，大然文化陸續取得《聖鬥士星矢》、《千面女郎》、《灌籃高手》、《JOJO冒險野郎》等熱門作品的代理權。大然文化在巔峰期每月的印刷量高達150萬冊、員工共200多人，成為全臺最大的漫畫類出版商。
2003年大然文化爆發財務問題，3月時日本白泉社、集英社、講談社、小學館等出版社陸續終止授權。後來2005年9月臺灣臺北地方法院檢察署偵查終結，認定大菡文化藝術、大然開發文化事業等二家公司涉嫌非法翻印、銷售《灌籃高手》、《棋靈王》、《哆啦A夢》、《遊戲王》等漫畫書籍2萬多冊，將兩公司負責人呂墩建、張靚菡夫婦及長倫彩色印刷負責人林明何等人依違反《著作權法》起訴。
2004年4月29日，法務部調查局臺北市調查處搜索大然文化總部及相關印刷廠、經銷商，宣稱查扣盜版漫畫7萬多本。2004年4月30日，呂墩建說，這次被查扣的書籍1千多本、沒有外界所說的5層樓高，很多漫畫書都不齊、故不可能販售，「這些漫畫都是有版權爭議的庫存書，所謂『爭議』就是『日方說版權終止，我方說沒終止，雙方訴諸司法中』」；對於大然從盛而衰，呂墩建自認太理想化才落得風風雨雨，雖然曾賺錢，但是給日方的版權費就達新臺幣30億元，「我雖然落魄，但我並沒有躲起來」；張靚菡則否認她與呂墩建揮金如土。
2006年8月，傳出呂墩建、張靚菡涉嫌詐財的事件。後來呂墩建轉往中國大陸發展，創設「廈門我樣動漫有限公司」並擔任少女漫畫雜誌《花樣》總編輯；2010年3月18日，呂墩建受肇慶科技職業技術學院（今廣東理工學院）聘為客座教授，並在該院圖書館舉辦漫畫知識講座。

## 內部連結
- 小咪漫畫周刊
- 小咪漫畫新人獎
- 大然文化

## 外部連結
- 【漫畫漫談】港台漫畫出版社列傳（页面存档备份，存于）